# Institut de linguistique du nom de Nasimi
 (octobre 2023).
L'Institut de linguistique du nom de Nasimi (en azéri : Nəsimi adına Dilçilik İnstitutu) est l'un des instituts du Département des sciences humaines et sociales de l'Académie nationale des sciences d'Azerbaïdjan.

## Historique
En 1932, l'Institut de linguistique, de littérature et d'art est fondé sur la base de l'Institut national de recherche d'Azerbaïdjan. L'Institut indépendant de linguistique est créé le 27 mars et approuvé le 21 mai 1945. Yusif Mirbabayev est élu premier directeur de l'institut. En 1951, l'Institut de linguistique fusionne avec l'Institut de littérature et redevient indépendant en septembre 1969. En 1973, l'Institut de linguistique porte le nom du poète azerbaïdjanais Nasimi.
Afin d'accomplir les tâches découlant de l'Ordre du Président azerbaïdjanais Ilham Aliyev du 23 mai 2012 Programme d'État sur l'utilisation de la langue azerbaïdjanaise conformément aux exigences du temps dans l'environnement mondialisé et le développement de la linguistique dans le pays. En novembre 2013, une autre réunion de l'ANAS a lieu. Des changements structurels sont apportés à l'Institut de linguistique Nasimi. En conséquence, certains départements sont fermés ou fusionnés et un certain nombre de nouveaux départements sont créés.
Depuis 2016, le directeur de l'Institut est Mohsun Naghısoylu.
Un groupe de travail Dictionnaire orthographique de la langue azerbaïdjanaise  est créé à l'Institut de linguistique en 2018,. Un autre groupe de travail Nasimi :Etudes de langues est fondé en 2019.

## Activité
Au début de ses activités, l'Institut de linguistique comprend quatre départements (langue azerbaïdjanaise moderne, histoire de la langue azerbaïdjanaise, dialectologie et vocabulaire azerbaïdjanais).
Plus de 600 monographies et collages sont publiés à ce jour.
L'activité principale de l'Institut est :
- rechercher les sources et l'histoire du développement de la langue azerbaïdjanaise
- fire une analyse typologique comparative de la langue azerbaïdjanaise avec d'autres langues turques ainsi qu'avec des langues non apparentées
- apprendre les langues des groupes ethniques vivant en Azerbaïdjan
- compilation de dictionnaires de divers types.